# Corydalis maackii
Corydalis maackii là một loài thực vật có hoa trong họ Anh túc. Loài này được Rupr. ex Trautv. mô tả khoa học đầu tiên năm 1883.